# رولت آمریکایی (فیلم)
رولت آمریکایی (به انگلیسی: American Roulette) فیلمی محصول سال ۱۹۸۸ و به کارگردانی مائوریس هاتون است. در این فیلم بازیگرانی همچون اندی گارسیا، کیتی آلدریج، گای برترند، ریکاردو سیبلو، رابرت استیونس، پیتر گینس، یولاندا باسْـکِـس و آل متیوز ایفای نقش کرده‌اند.